# Пожар на военном складе в Гусином Озере
Пожар на складах бывшей войсковой части № 25937 недалеко от пгт Гусиное Озеро начался 20 июля 2001 года, по официальной версии от удара молнии. В арсенале находилось свыше 2 тысяч вагонов боеприпасов. При взрывах снаряды разлетались в радиусе до 30 км. Зарево от пожара наблюдалось даже в городе Улан-Удэ, в 120 км от места происшествия. Снаряды накрывали посёлок Гусиное Озеро. Люди бежали прочь буквально босиком. Подоспевший поезд Улан-Удэ — Наушки, прозванный местными жителями «матаней», предварительно высадив пассажиров на станции Загустай, вывез из-под огня большинство жителей посёлка. Часть эвакуировалась пешком, на личном транспорте и на автобусах в населённые пункты района и райцентр Гусиноозёрск. Люди эвакуировались также из соседних посёлков Муртой и Бараты.

## Последствия
Погибло 3 человека. Двоих из них убило прямым попаданием, а одна бабушка скончалась, не выдержав ужаса, от разрыва сердца. Полностью было разрушено 7 зданий, около 80 домов и квартир серьёзно пострадали.
В течение нескольких последующих лет сбор снарядов ради цветного металла и взрывчатых веществ стал источником дохода местного населения. Многие люди погибли или получили ранения во время этого опасного занятия. «В результате 109 человек травмированы, 26 погибли, а самое плохое в этом то, что гибнут дети», — отметил бывший президент Республики Бурятия Вячеслав Наговицын.